# FC Etar Veliko Tarnovo
El FC Etar (en búlgaro: ФК Етър) fue un club de fútbol de Bulgaria que jugó en la Liga Profesional de Bulgaria, la liga de fútbol más importante del país. Fue fundado en el año 1924 en la ciudad de Veliko Tarnovo por la fusión de seis equipos de la ciudad y tuvo su época más gloriosa entre 1987-92, cuando estaba el mediocampista Georgi Vasilev, donde ganó la Primera Liga y la Copa UBF en la temporada 1990-91, luego ganaría la primera edición de la Copa de la liga Profesional en 1995 la cual tuvo solo tres ediciones.
A nivel internacional participó en tres torneos continentales, donde en todos fue eliminado en la primera ronda. El equipo desapareció del plano profesional en el año 2003, ya que la institución existe en el sistema de ligas infantiles. Existe otro equipo que tomó su lugar, el PFC Etar Veliko Tarnovo, fundado en el año 2003.

## Palmarés

### Torneos nacionales (3)
| Competiciones Nacionales       | Títulos  | Subcampeonatos |
| ------------------------------ | -------- | -------------- |
| Primera Liga de Bulgaria (1/0) | 1990-91. |                |
| Copa de la UBF (1/0)           | 1990-91. |                |
| Copa de la Liga (1/0)          | 1994-95. |                |

## Participación en competiciones de la UEFA
- Liga de Campeones de la UEFA: una aparición

1992 - Primera ronda
- Copa de la UEFA: una aparición

1975 - Primera ronda
- Copa Intertoto: una aparición

1996 - Primera ronda
| Temporada | Torneo                       | Ronda   | Club                  | Casa | Visita | Global   |
| --------- | ---------------------------- | ------- | --------------------- | ---- | ------ | -------- |
| 1974-75   | Copa UEFA                    | 1R      | Internazionale Milano | 0-0  | 0-3    | 0-3      |
| 1991-92   | Liga de Campeones de la UEFA | 1R      | Kaiserslautern        | 1-1  | 0-2    | 1-3      |
| 1995      | Copa Intertoto               | Grupo 9 | Ceahlaul Piatra Neamt |      | 0-2    | 5º Lugar |
| 1995      | Copa Intertoto               | Grupo 9 | Zbrojovka Brno        | 3-2  |        | 5º Lugar |
| 1995      | Copa Intertoto               | Grupo 9 | FC Groningen          |      | 0-3    | 5º Lugar |
| 1995      | Copa Intertoto               | Grupo 9 | KSK Beveren           | 1-2  |        | 5º Lugar |

## Jugadores
El siguiente es el histórico equipo que se proclamó campeón nacional de liga en la temporada 1990-91: 